# Mani pulite

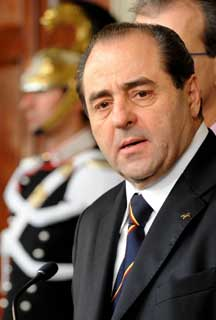
Antoni Di Pietro - włoski prokurator, który przeprowadził śledztwo

Mani pulite (z wł. czyste ręce) — śledztwo przeprowadzone 17 lutego 1992 roku, skierowane na włoskich polityków, kiedy to aresztowano Mario Chiesa, członka Włoskiej Partii Socjalistycznej w celu zwalczenia korupcji. Śledztwo prowadził ówczesny prokurator Antonio Di Pietro. Symbolem afery stał się były premier i przywódca socjalistów Bettino Craxi, który także usłyszał zarzuty.
Przed rozpoczęciem śledztwa sytuację we Włoszech określano jako Tangentopoli.

## Przebieg
W 1992 roku Antonio Di Pietro w związku z zarzutami wręczania łapówek wydał nakaz aresztowania Maria Chiesy, działacza Włoskiej Partii Socjalistycznej i jednocześnie dyrektora miejskiego przytułku. Zatrzymanie to rozpoczęło śledztwo Mani pulite, które odkryło ogromną skalę łapówek na szczytach władzy (tzw. Tangentopoli) oraz system powiązań polityków i biznesmenów. Po kilku miesiącach, zespół Antonio Di Pietro prowadził śledztwa w sprawie około 150 przedsiębiorstw i około 40 polityków związanymi z Włoską Partią Socjalistyczną i Chadekami. Zarzuty przedstawiono m.in. byłemu premierowi i przywódcy socjalistów Bettino Craxiemu, który stał się symbolem całej afery.